# Victor Van Cauteren
Victor Théophile Van Cauteren (Zele, 19 januari 1877 - 17 november 1935) was een Belgisch politicus voor de Liberale Partij.

## Levensloop
Van Cauteren werd beroepshalve huisarts.
Hij was liberaal gemeenteraadslid van Zele. Van 1918 tot 1919 zetelde hij eveneens namens het arrondissement Dendermonde in de Kamer van volksvertegenwoordigers en in 1932 was hij enkele maanden provinciaal senator van Oost-Vlaanderen.
Zijn zoon Eugène Van Cauteren was ook politiek actief.

## Bron
- PAUL VAN MOLLE, Het Belgisch Parlement 1894-1972, Antwerpen, 1972.